# Grant Thornton International
Grant Thornton es la séptima mayor red de servicios profesionales del mundo por ingresos y la sexta por número de empleados[2], formada por firmas independientes de contabilidad y consultoría que prestan servicios de auditoría, fiscales y de asesoramiento a empresas privadas, entidades de interés público y entidades del sector público. Grant Thornton International Ltd. es una entidad internacional sin ánimo de lucro, no profesional, organizada como una compañía privada limitada por garantía. Grant Thornton International Ltd. está constituida en Londres, Inglaterra, y no tiene capital social.
Según Grant Thornton International Ltd., las empresas miembros de esta organización mundial operan en más de 130 países y emplean a más de 56.000 personas, con unos ingresos combinados de 6.600 millones de dólares[1].

## Historia
Siglo XX
Los primeros orígenes del nombre se remontan a 1904, cuando se creó en Oxford la empresa británica Thornton and Thornton. A través de una serie de cambios de nombre de esta empresa se fusionó en 1959 con otra empresa del Reino Unido, Baker & Co, que remonta sus orígenes a 1868, para formar la empresa Thornton Baker. En 1975, Thornton Baker se fusionó con Kidston, Jackson, McBain, una empresa británica cuyos orígenes se remontan al contable de Glasgow Robert McCowan, que empezó a ejercer en 1844 y fue uno de los fundadores del Instituto de Contables y Actuarios de Glasgow en 1853.
En Estados Unidos, Alexander Richardson Grant, de 26 años, fundó Alexander Grant & Co en Chicago en 1924. Grant había sido contable senior en Ernst & Ernst (ahora EY). Alexander Grant se dedicó a prestar servicios a empresas medianas.
Cuando Grant falleció en 1938, Alexander Grant & Co sobrevivió al cambio de liderazgo y continuó creciendo a nivel nacional. En 1969, Alexander Grant & Co se unió a firmas de Australia, Canadá y Estados Unidos para crear la organización Alexander Grant Tansley Witt. Esta organización funcionó con éxito durante 10 años.
En 1980, Alexander Grant & Co y Thornton Baker, firmas con cualidades, clientes, personal y valores similares, se unieron a otras 49 firmas para formar una organización global, Grant Thornton. En 1986, Alexander Grant & Co y Thornton Baker cambiaron sus nombres por el de Grant Thornton, reflejando su afiliación mutua y alineación estratégica[3].
Siglo XXI
En diciembre de 2019 Grant Thornton se situó entre los 50 mejores empleadores mundiales en materia de diversidad e inclusión (D&I), según un nuevo índice desarrollado por Universum.[4] Más de 247.000 estudiantes de empresariales e ingeniería/TI valoraron a Grant Thornton en función del apoyo a la igualdad de género, el compromiso con la diversidad y la inclusión y el respeto a su gente. Su percepción de Grant Thornton, frente a estas tres categorías, sitúa a la red en el puesto 28 de la lista, junto a algunas de las marcas globales más conocidas y respetadas del mundo.
En 2018, Grant Thornton UK LLP, la firma miembro de la red en el Reino Unido, fue multada con 4 millones de libras esterlinas por mala conducta en la auditoría después de que un ex socio se uniera a los comités de auditoría de dos organizaciones mientras Grant Thornton UK LLP aún las auditaba Más tarde ese año, por razones no relacionadas, la directora ejecutiva de Grant Thornton UK LLP, Sacha Romanovitch, su primera mujer directora ejecutiva, anunció que renunciaría.
En septiembre de 2019, Grant Thornton (junto con otros demandados) firmó un acuerdo de conciliación con los accionistas de VEREIT para resolver el litigio de acción colectiva pendiente contra Grant Thornton en relación, entre otras cosas, con supuestas violaciones de la Sección 11 de la Ley de 1933 (In re American Realty Capital Properties, Inc. Litigation and the remaining opt-out actions), con un coste para Grant Thornton de 49 millones de dólares.
Recientemente, la firma estadounidense de la red declaró su mayor volumen de negocio de la historia, con 1.900 millones de dólares, lo que supuso un incremento interanual del 5,4% respecto al año anterior